# Universitatea „1 Decembrie 1918” din Alba Iulia
Universitatea „1 Decembrie 1918” din Alba Iulia este o instituție superioară de învățământ, de stat înființată în anul 1991 în municipiul Alba Iulia. Universitatea are 5 facultăți și oferă formare pentru toate ciclurile Bologna: licență, master și doctorat. Universitatea funcționează în clădirea fostului Liceu Romano-Catolic „Gustav Majlath” din Alba Iulia, revendicată de Arhidieceza de Alba Iulia.

## Istoric
Clădirea a fost construită pe locul fostei biserici a călugărilor augustinieni, un impozant edificiu gotic, care a fost demolat în anul 1898.

## Facultăți
- Facultatea de Istorie, Litere și Științe ale Educației
- Facultatea de Drept și Științe Sociale
- Facultatea de Informatică și Inginerie
- Facultatea de Științe Economice
- Facultatea de Teologie Ortodoxă